# Tsorona-Zalambessa
Tsorona-Zalambessa est une petite zone située sur la frontière entre l'Érythrée et l'Éthiopie revendiquée par les deux pays qui s'affrontèrent notamment à ce sujet lors d'une guerre entre 1998 et 2000. L'Érythrée estime qu'il appartient à sa Debub Zone, tandis que l'Éthiopie estime qu'elle appartient à la Misraqawi Zone du Tigré.